# Tinariwen

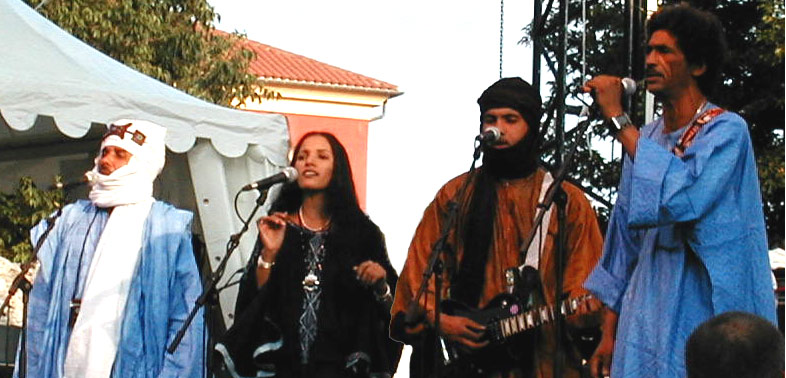

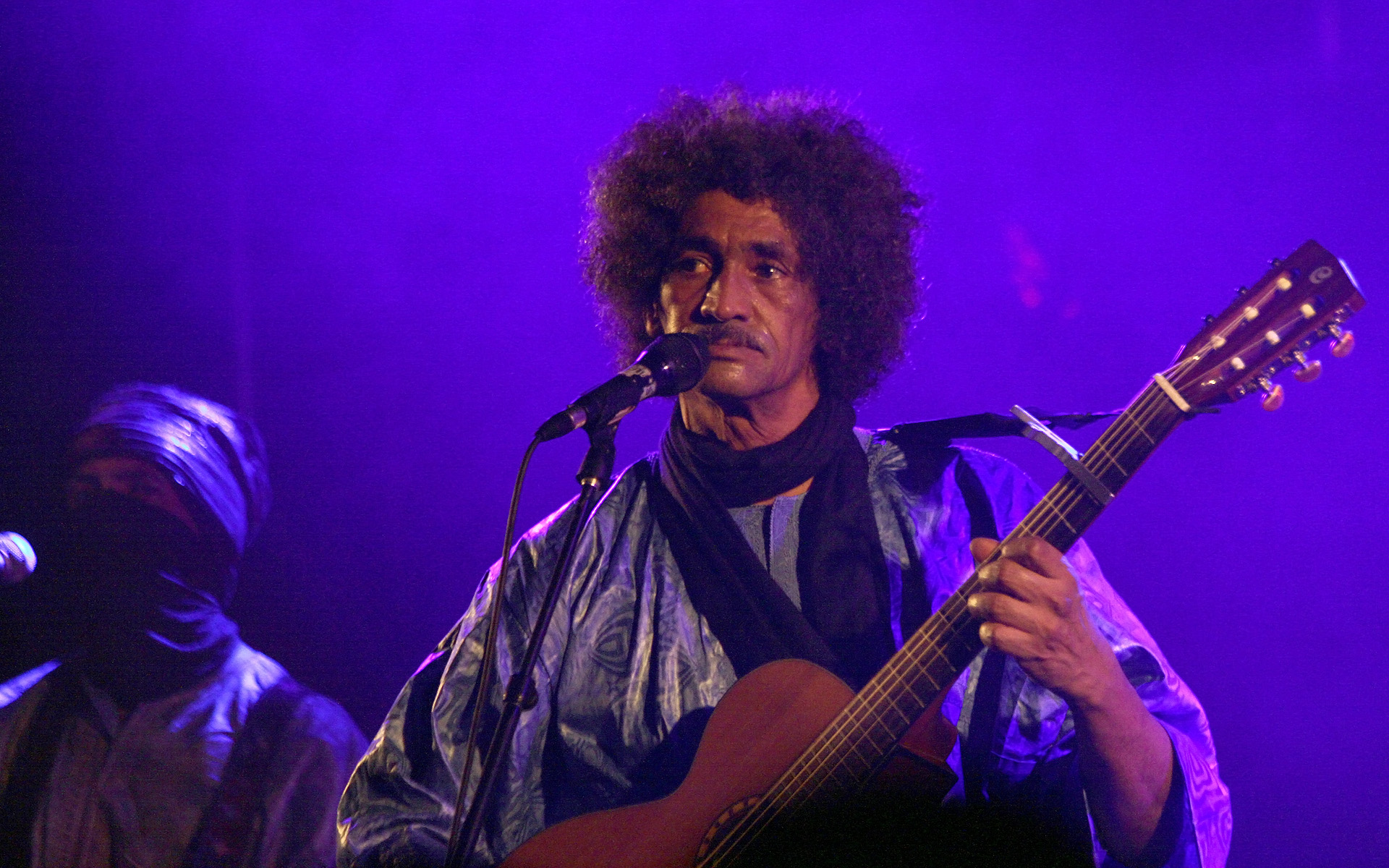
Ibrahim Ag Alhabib

A Tinariwen egy 1979-ben alapított tuareg zenekar. A zenekar nevének jelentése magyarul: „Sivatagi Fiúk.” Megalakulásuk 1979-ben, Tamanrasset-ben (Algéria) történt, ahol gyakran lakodalmakon, ünnepségeken is zenéltek. Nem sokkal később a sors egy líbiai menekülttáborban találta őket, ahol a tuaregek elnyomása ellen folyó, Maliból és Nigerből indult felkelés (1990-1995) támogatására képeztek ki harcosokat. Dalaik szövegében jelentős szerepet kapott ez a politikai beállítottság, a felkelés támogatása.
Pályájuk 1994-et követően teljesen a zene felé fordult. Kazettákon kezdték terjeszteni zenei felvételeiket és lassan szélesebb körben is ismertek lettek. Első CD-jüket 2000-ben adták ki.
Ha skatulya kell: „sivatagi bluest” játszanak. A nagyvilág számára ez egyszerűen világzene, amelyben keveredik a blues, a rock és a népzene.
A zenekar vezetője Ibrahim Ag Alhabib, aki többek között Jimi Hendrix, a Led Zeppelin, Carlos Santana, Bob Marley és Elvis Presley hatása alatt fejlesztette ki egyedi zenei nyelvüket. Alapító tagok voltak még Touhami Ag Alhassane, Abdallah Ag Housseyni, Mohammed Ag Itlal és Kheddou. A zenekarnak általában mintegy 20-30 aktív tagja van, akik a Szahara különböző vidékeiről származnak.
Jelenleg  öt kiadványuk van. Lemezeiken híres előadók is közreműködtek  (mint Bono vagy Carlos Santana).
A zenekar az elmúlt tíz évben komoly turnékon vett részt Európában és Amerikában, és jelentős világzenei fesztiválokon is gyakran fellépnek.
A Tinariwen Magyarországon is többször fellépett.

## Diszkográfia
- The Radio Tisdas Sessions: 2001
- Amassakoul: 2004
- Aman Iman: 2007
- Imidiwan – Companions: 2009
- Tassili: 2011
- Emmaar: 2014
- Elwan: 2017
- Amadjar: 2019